# Johann Christian Krampe
Johann Christian Krampe (14. Juni 1774 in Schwerin – 5. April 1849 ebenda) war ein deutscher Opernsänger (Bass), Theaterschauspieler, -regisseur und -leiter.

## Leben
Krampe trat zum ersten Mal in einem Liebhabertheater auf und 1793 im Rostocker Stadttheater, wo seine kräftige, sonore Bassstimme ihm sofort ein günstiges Engagement verschaffte. Wenigen Anfängern gelang es, in so wichtigen Rollen in der Oper und dem Schauspiel verwendet zu werden, wie ihm. Er gefiel als Komiker und mehr, wie als Sänger, da ihm eine glückliche „vis comica“ (Lustigkeit) eigen war, die sich jedoch fern von jeder Übertreibung hielt.
1798 bis 1802 war er Mitglied des Hamburger Stadttheaters, 1802 bis 1809 in Danzig engagiert und folgte 1810 einem höchst vorteilhaften Anerbieten nach Reval. Dort war er Mitglied der Elbinger Freimaurerloge Constantia zur gekrönten Einheit. Die Bühne stand unter August von Kotzebues Leitung. Er wählte Krampe zum Regisseur und ernannte ihn zum Vizedirektor. Nach siebenjähriger hervorragender künstlerischer Tätigkeit wollte man ihn lebenslänglich anstellen, allein die Sehnsucht nach der Heimat trieb ihn nach Deutschland.
Er gastierte zuerst an verschiedenen größeren Bühnen und übernahm 1821 zum ersten Mal eine Direktion. Er war als Bühnenleiter geschätzt. So führte er zehn Jahre lang die Schweriner Bühne, und als diese zum Hoftheater erhoben wurde, erhielt er eine lebenslängliche Anstellung als Hofschauspieldirektor.
Als Schauspieler trat er das letzte Mal im September 1835 in Wismar als „Kammerrat Hippeldanz“ in Das Epigramm auf. Tief gerührt nahm er vom Publikum und das Publikum von ihm Abschied. Es wurde bedauert, dass ein solch bedeutender Komiker seine künstlerische Kraft nicht weiter in den Dienst der Bühne stellte. 1843 trat er gänzlich in den Ruhestand.
Als darstellender Künstler war Krampe, neben seiner Tätigkeit als Bassbuffo, besonders in feinkomischen Charakterrollen ganz vorzüglich, er lehnte sich aber nie an berühmte Vorbilder an.